# Bryan (Teksas)
Bryan – miasto w Stanach Zjednoczonych, w stanie Teksas. W 2005 liczyło ok. 70 tys. mieszkańców.
W mieście rozwinął się przemysł spożywczy, meblarski, chemiczny, elektroniczny, szklarski oraz hutniczy.

## Miasta partnerskie
- Toruń (Polska)